# 쿠치베하르

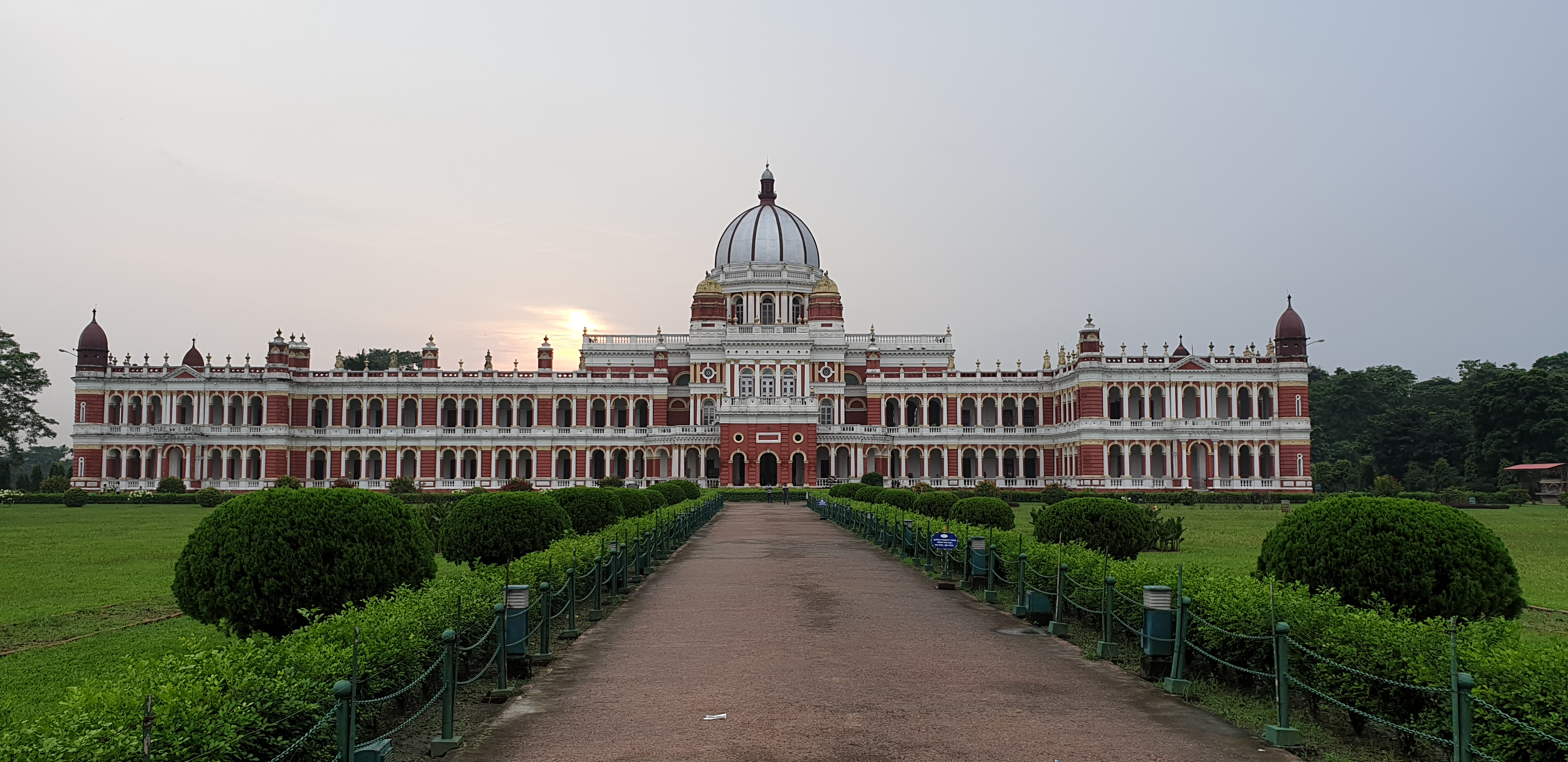
쿠치베하르 궁전

쿠치베하르(힌디어: कूचबिहार, 벵골어: কোচবিহার)는 인도 서벵골주 토르사강에 위치한 도시이자 지방 자치체이고, 쿠치베하르구의 본부이다. 쿠치베하르는 북벵골 지역에서 왕실 유산의 잔해가 있는 유일한 계획된 도시이다. 쿠치베하르 궁전과 마단 모한 사원이 있는 서벵골주의 주요 관광지 중 하나로, 유산 도시로 선언되었다. 자이푸르의 가야트리 데비의 모계집이다.
영국령 인도 시대 동안, 쿠치베하르는 종종 시바 반샤로 묘사되는 쿠치 왕국에 의해 통치되는 쿠치베하르 왕자 국가의 거주지였으며, 그들의 기원을 인도 북동부의 쿠치족에서 추적했다. 1949년 8월 20일, 쿠치베하르구는 쿠치베하르를 본부로 하여 군주제에서 현재의 상태로 바뀌었다.

## 어원
쿠치베하르라는 이름은 쿠치족의 이름인 쿠치어의 타락한 형태인 쿠치 두 단어에서 유래했고, 베하르라는 단어는 땅을 의미하는 비하라에서 유래했으며, 쿠치베하르는 쿠치족의 땅을 의미한다.

## 인구
2011년 인구 조사에 따르면 쿠치베하르의 인구는 2,89,434명이며, 이 중 1,46,626명은 남성이고 1,42,808명은 여성이다. 0~6년의 인구는 7,910명이었다. 도시 인구의 유효 문맹률은 80.59%였다.
2011년 인구 조사에 따르면 쿠치베하르 시의 인구는 77,935명이다. 인구의 10년 성장률은 1.38%이다. 성비는 남성 1,000명당 여성 972명이다. 남성이 인구의 50.6%를 차지하고 여성이 49.4%를 차지한다. 쿠치베하르의 평균 문맹률은 74.78%로 전국 평균 74.04%보다 높다. 남성 문맹률은 80.71%인 반면 여성 문맹률은 68.49%이다.
쿠치베하르 다음으로 주요 종교는 힌두교 (76.44%)이고 이슬람교 (25.54%)가 그 뒤를 이었다. 일반적으로 사용되는 언어는 벵골어와 힌디어이다.